# Saison 2017-2018 de la LHJMQ
Saison précédente Saison suivante
La saison 2017-2018 est la 49e saison de hockey sur glace de la Ligue de hockey junior majeur du Québec. La saison régulière voit 18 équipes jouer 68 matchs chacune. Le Titan d'Acadie-Bathurst remporte la Coupe du président en battant en finale l'Armada de Blainville-Boisbriand.

## Saison régulière

### Classement
| Clt | Équipe                          | Division  | PJ | V  | D  | N | DP | BP  | BC  | Pts |
| --- | ------------------------------- | --------- | -- | -- | -- | - | -- | --- | --- | --- |
| 1   | Armada de Blainville-Boisbriand | Ouest     | 68 | 50 | 11 | 4 | 3  | 276 | 184 | 107 |
| 2   | Titan d'Acadie-Bathurst         | Maritimes | 68 | 43 | 15 | 8 | 2  | 270 | 183 | 96  |
| 3   | Océanic de Rimouski             | Est       | 68 | 42 | 17 | 6 | 3  | 231 | 174 | 93  |
| 4   | Mooseheads d'Halifax            | Maritimes | 68 | 43 | 18 | 6 | 1  | 270 | 223 | 93  |
| 5   | Voltigeurs de Drummondville     | Ouest     | 68 | 44 | 20 | 3 | 1  | 277 | 194 | 92  |
| 6   | Tigres de Victoriaville         | Est       | 68 | 42 | 20 | 4 | 2  | 270 | 195 | 90  |
| 7   | Huskies de Rouyn-Noranda        | Ouest     | 68 | 39 | 19 | 7 | 3  | 239 | 179 | 88  |
| 8   | Remparts de Québec              | Est       | 68 | 40 | 22 | 3 | 3  | 227 | 202 | 86  |
| 9   | Islanders de Charlottetown      | Maritimes | 68 | 37 | 24 | 7 | 0  | 209 | 219 | 81  |
| 10  | Phœnix de Sherbrooke            | Ouest     | 68 | 34 | 23 | 7 | 4  | 228 | 234 | 79  |
| 11  | Olympiques de Gatineau          | Ouest     | 68 | 32 | 27 | 5 | 4  | 213 | 215 | 73  |
| 12  | Screaming Eagles du Cap-Breton  | Maritimes | 68 | 32 | 28 | 6 | 2  | 235 | 259 | 72  |
| 13  | Drakkar de Baie-Comeau          | Est       | 68 | 30 | 33 | 4 | 1  | 224 | 257 | 65  |
| 14  | Wildcats de Moncton             | Maritimes | 68 | 27 | 33 | 5 | 3  | 233 | 282 | 62  |
| 15  | Saguenéens de Chicoutimi        | Est       | 68 | 28 | 35 | 4 | 1  | 200 | 233 | 61  |
| 16  | Foreurs de Val-d'Or             | Ouest     | 68 | 19 | 42 | 5 | 2  | 172 | 308 | 45  |
| 17  | Cataractes de Shawinigan        | Est       | 68 | 16 | 45 | 6 | 1  | 183 | 298 | 39  |
| 18  | Sea Dogs de Saint-Jean          | Maritimes | 68 | 14 | 43 | 9 | 2  | 181 | 301 | 39  |

- En gras et en italique : champion de la saison régulière
- En gras : champion de division
- En italique : qualifié pour les séries éliminatoires

### Meilleurs pointeurs
| Clt | Joueur                | Équipe                | PJ | B  | A  | Pts | Pun |
| --- | --------------------- | --------------------- | -- | -- | -- | --- | --- |
| 1   | Alex Barré-Boulet     | Blainville-Boisbriand | 65 | 53 | 63 | 116 | 67  |
| 2   | Vitali Abramov        | Victoriaville         | 56 | 45 | 59 | 104 | 67  |
| 3   | Alexandre Alain       | Blainville-Boisbriand | 65 | 44 | 43 | 87  | 52  |
| 4   | Kevin Klima (en)      | Chicoutimi            | 68 | 39 | 47 | 86  | 54  |
| 5   | Maxime Comtois        | Victoriaville         | 54 | 44 | 41 | 85  | 79  |
| 6   | Otto Somppi           | Halifax               | 59 | 28 | 55 | 83  | 28  |
| 7   | Filip Zadina          | Halifax               | 57 | 44 | 38 | 82  | 36  |
| 7   | Ivan Kossorenkov (en) | Victoriaville         | 63 | 36 | 46 | 82  | 46  |
| 9   | Alexis Lafrenière     | Rimouski              | 60 | 42 | 38 | 80  | 54  |
| 10  | Joseph Veleno         | Drummondville         | 64 | 22 | 57 | 79  | 48  |

### Meilleurs gardiens
| Clt | Gardien               | Équipe        | PJ | Min   | V  | D  | DP | DF | Bl | Moy  | %Arr |
| --- | --------------------- | ------------- | -- | ----- | -- | -- | -- | -- | -- | ---- | ---- |
| 1   | Samuel Harvey (en)    | Rouyn-Noranda | 46 | 2 715 | 30 | 9  | 4  | 2  | 4  | 2,1  | 93   |
| 2   | Colten Ellis (en)     | Rimouski      | 51 | 2 835 | 33 | 8  | 5  | 1  | 6  | 2,35 | 91,3 |
| 3   | Olivier Rodrigue (en) | Drummondville | 53 | 3 001 | 31 | 16 | 2  | 1  | 3  | 2,54 | 90,3 |
| 4   | Étienne Montpetit     | Victoriaville | 44 | 2 611 | 25 | 16 | 1  | 1  | 3  | 2,57 | 92,5 |
| 5   | Antoine Samuel        | Québec        | 51 | 2 921 | 27 | 18 | 0  | 2  | 3  | 2,67 | 91,8 |

## Séries éliminatoires
Les seize meilleures équipes de la saison régulière participent aux séries, les champions de division étant classés aux trois premières places. La meilleure équipe rencontre la seizième, la deuxième la quinzième et ainsi de suite jusqu'à la huitième qui affronte la neuvième. En quarts de finale et en demi-finales, les matchs sont à nouveau organisés en fonction du classement lors de la saison régulière.
Le vainqueur des séries reçoit la Coupe du président et est qualifié pour la Coupe Memorial.
|  | Huitièmes de finale     | Huitièmes de finale             | Huitièmes de finale | Huitièmes de finale        |   |                                 | Quarts de finale | Quarts de finale | Quarts de finale | Quarts de finale |  |  | Demi-finales           | Demi-finales           | Demi-finales           | Demi-finales           |  |  | Finale         | Finale         | Finale         | Finale         |
|  |                         |                                 |                     |                            |   |                                 |                  |                  |                  |                  |  |  |                        |                        |                        |                        |  |  |                |                |                |                |
|  | du 22 au 28 mars        | du 22 au 28 mars                | du 22 au 28 mars    | du 22 au 28 mars           |   |                                 | du 6 au 13 avril | du 6 au 13 avril | du 6 au 13 avril | du 6 au 13 avril |  |  | du 20 avril au 1er mai | du 20 avril au 1er mai | du 20 avril au 1er mai | du 20 avril au 1er mai |  |  | du 4 au 13 mai | du 4 au 13 mai | du 4 au 13 mai | du 4 au 13 mai |
|  | 1                       | Armada de Blainville-Boisbriand | 4                   | 4                          |   |                                 | du 6 au 13 avril | du 6 au 13 avril | du 6 au 13 avril | du 6 au 13 avril |  |  | du 20 avril au 1er mai | du 20 avril au 1er mai | du 20 avril au 1er mai | du 20 avril au 1er mai |  |  | du 4 au 13 mai | du 4 au 13 mai | du 4 au 13 mai | du 4 au 13 mai |
|  | 1                       | Armada de Blainville-Boisbriand | 4                   | 4                          |   |                                 | du 6 au 13 avril | du 6 au 13 avril | du 6 au 13 avril | du 6 au 13 avril |  |  | du 20 avril au 1er mai | du 20 avril au 1er mai | du 20 avril au 1er mai | du 20 avril au 1er mai |  |  | du 4 au 13 mai | du 4 au 13 mai | du 4 au 13 mai | du 4 au 13 mai |
|  | 16                      | Foreurs de Val-d'Or             | 0                   | 0                          |   |                                 | du 6 au 13 avril | du 6 au 13 avril | du 6 au 13 avril | du 6 au 13 avril |  |  | du 20 avril au 1er mai | du 20 avril au 1er mai | du 20 avril au 1er mai | du 20 avril au 1er mai |  |  | du 4 au 13 mai | du 4 au 13 mai | du 4 au 13 mai | du 4 au 13 mai |
|  | 16                      | Foreurs de Val-d'Or             | 0                   | 0                          | 1 | Armada de Blainville-Boisbriand | 4                | 4                |                  |                  |  |  | du 20 avril au 1er mai | du 20 avril au 1er mai | du 20 avril au 1er mai | du 20 avril au 1er mai |  |  | du 4 au 13 mai | du 4 au 13 mai | du 4 au 13 mai | du 4 au 13 mai |
|  | du 23 mars au 1er avril |                                 |                     |                            | 1 | Armada de Blainville-Boisbriand | 4                | 4                |                  |                  |  |  | du 20 avril au 1er mai | du 20 avril au 1er mai | du 20 avril au 1er mai | du 20 avril au 1er mai |  |  | du 4 au 13 mai | du 4 au 13 mai | du 4 au 13 mai | du 4 au 13 mai |
|  |                         |                                 | 14                  | Wildcats de Moncton        | 1 | 1                               |                  |                  |                  |                  |  |  | du 20 avril au 1er mai | du 20 avril au 1er mai | du 20 avril au 1er mai | du 20 avril au 1er mai |  |  | du 4 au 13 mai | du 4 au 13 mai | du 4 au 13 mai | du 4 au 13 mai |
|  | 2                       | Titan d'Acadie-Bathurst         | 14                  | Wildcats de Moncton        | 1 | 1                               | 4                | 4                |                  |                  |  |  | du 20 avril au 1er mai | du 20 avril au 1er mai | du 20 avril au 1er mai | du 20 avril au 1er mai |  |  | du 4 au 13 mai | du 4 au 13 mai | du 4 au 13 mai | du 4 au 13 mai |
|  | 2                       | Titan d'Acadie-Bathurst         | du 6 au 11 avril    |                            |   |                                 | 4                | 4                |                  |                  |  |  | du 20 avril au 1er mai | du 20 avril au 1er mai | du 20 avril au 1er mai | du 20 avril au 1er mai |  |  | du 4 au 13 mai | du 4 au 13 mai | du 4 au 13 mai | du 4 au 13 mai |
|  | 15                      | Saguenéens de Chicoutimi        | 2                   | 2                          |   |                                 |                  |                  |                  |                  |  |  | du 20 avril au 1er mai | du 20 avril au 1er mai | du 20 avril au 1er mai | du 20 avril au 1er mai |  |  | du 4 au 13 mai | du 4 au 13 mai | du 4 au 13 mai | du 4 au 13 mai |
|  | 15                      | Saguenéens de Chicoutimi        | 2                   | 2                          | 1 | Armada de Blainville-Boisbriand | 4                | 4                |                  |                  |  |  |                        |                        |                        |                        |  |  | du 4 au 13 mai | du 4 au 13 mai | du 4 au 13 mai | du 4 au 13 mai |
|  | du 23 mars au 3 avril   |                                 |                     |                            | 1 | Armada de Blainville-Boisbriand | 4                | 4                |                  |                  |  |  |                        |                        |                        |                        |  |  | du 4 au 13 mai | du 4 au 13 mai | du 4 au 13 mai | du 4 au 13 mai |
|  |                         |                                 | 9                   | Islanders de Charlottetown | 3 | 3                               |                  |                  |                  |                  |  |  |                        |                        |                        |                        |  |  | du 4 au 13 mai | du 4 au 13 mai | du 4 au 13 mai | du 4 au 13 mai |
|  | 3                       | Océanic de Rimouski             | 9                   | Islanders de Charlottetown | 3 | 3                               | 3                | 3                |                  |                  |  |  |                        |                        |                        |                        |  |  | du 4 au 13 mai | du 4 au 13 mai | du 4 au 13 mai | du 4 au 13 mai |
|  | 3                       | Océanic de Rimouski             | du 20 au 25 avril   |                            |   |                                 | 3                | 3                |                  |                  |  |  |                        |                        |                        |                        |  |  | du 4 au 13 mai | du 4 au 13 mai | du 4 au 13 mai | du 4 au 13 mai |
|  | 14                      | Wildcats de Moncton             | 4                   | 4                          |   |                                 |                  |                  |                  |                  |  |  |                        |                        |                        |                        |  |  | du 4 au 13 mai | du 4 au 13 mai | du 4 au 13 mai | du 4 au 13 mai |
|  | 14                      | Wildcats de Moncton             | 4                   | 4                          | 2 | Titan d'Acadie-Bathurst         | 4                | 4                |                  |                  |  |  |                        |                        |                        |                        |  |  | du 4 au 13 mai | du 4 au 13 mai | du 4 au 13 mai | du 4 au 13 mai |
|  | du 23 au 30 mars        |                                 |                     |                            | 2 | Titan d'Acadie-Bathurst         | 4                | 4                |                  |                  |  |  |                        |                        |                        |                        |  |  | du 4 au 13 mai | du 4 au 13 mai | du 4 au 13 mai | du 4 au 13 mai |
|  |                         |                                 | 10                  | Phœnix de Sherbrooke       | 0 | 0                               |                  |                  |                  |                  |  |  |                        |                        |                        |                        |  |  | du 4 au 13 mai | du 4 au 13 mai | du 4 au 13 mai | du 4 au 13 mai |
|  | 4                       | Mooseheads d'Halifax            | 10                  | Phœnix de Sherbrooke       | 0 | 0                               | 4                | 4                |                  |                  |  |  |                        |                        |                        |                        |  |  | du 4 au 13 mai | du 4 au 13 mai | du 4 au 13 mai | du 4 au 13 mai |
|  | 4                       | Mooseheads d'Halifax            | du 6 au 11 avril    |                            |   |                                 | 4                | 4                |                  |                  |  |  |                        |                        |                        |                        |  |  | du 4 au 13 mai | du 4 au 13 mai | du 4 au 13 mai | du 4 au 13 mai |
|  | 13                      | Drakkar de Baie-Comeau          | 1                   | 1                          |   |                                 |                  |                  |                  |                  |  |  |                        |                        |                        |                        |  |  | du 4 au 13 mai | du 4 au 13 mai | du 4 au 13 mai | du 4 au 13 mai |
|  | 13                      | Drakkar de Baie-Comeau          | 1                   | 1                          | 1 | Armada de Blainville-Boisbriand | 2                | 2                |                  |                  |  |  |                        |                        |                        |                        |  |  |                |                |                |                |
|  | du 23 au 29 mars        |                                 |                     |                            | 1 | Armada de Blainville-Boisbriand | 2                | 2                |                  |                  |  |  |                        |                        |                        |                        |  |  |                |                |                |                |
|  |                         |                                 | 2                   | Titan d'Acadie-Bathurst    | 4 | 4                               |                  |                  |                  |                  |  |  |                        |                        |                        |                        |  |  |                |                |                |                |
|  | 5                       | Voltigeurs de Drummondville     | 2                   | Titan d'Acadie-Bathurst    | 4 | 4                               | 4                | 4                |                  |                  |  |  |                        |                        |                        |                        |  |  |                |                |                |                |
|  | 5                       | Voltigeurs de Drummondville     |                     |                            |   |                                 |                  | 4                |                  |                  |  |  |                        |                        |                        |                        |  |  |                |                |                |                |
|  | 12                      | Screaming Eagles du Cap-Breton  | 1                   | 1                          |   |                                 |                  |                  |                  |                  |  |  |                        |                        |                        |                        |  |  |                |                |                |                |
|  | 12                      | Screaming Eagles du Cap-Breton  | 1                   | 1                          | 4 | Mooseheads d'Halifax            | 0                | 0                |                  |                  |  |  |                        |                        |                        |                        |  |  |                |                |                |                |
|  | du 23 au 30 mars        |                                 |                     |                            | 4 | Mooseheads d'Halifax            | 0                | 0                |                  |                  |  |  |                        |                        |                        |                        |  |  |                |                |                |                |
|  |                         |                                 | 9                   | Islanders de Charlottetown | 4 | 4                               |                  |                  |                  |                  |  |  |                        |                        |                        |                        |  |  |                |                |                |                |
|  | 6                       | Tigres de Victoriaville         | 9                   | Islanders de Charlottetown | 4 | 4                               | 4                | 4                |                  |                  |  |  |                        |                        |                        |                        |  |  |                |                |                |                |
|  | 6                       | Tigres de Victoriaville         | du 6 au 15 avril    |                            |   |                                 | 4                | 4                |                  |                  |  |  |                        |                        |                        |                        |  |  |                |                |                |                |
|  | 11                      | Olympiques de Gatineau          | 1                   | 1                          |   |                                 |                  |                  |                  |                  |  |  |                        |                        |                        |                        |  |  |                |                |                |                |
|  | 11                      | Olympiques de Gatineau          | 1                   | 1                          | 2 | Titan d'Acadie-Bathurst         | 4                | 4                |                  |                  |  |  |                        |                        |                        |                        |  |  |                |                |                |                |
|  | du 23 mars au 3 avril   |                                 |                     |                            | 2 | Titan d'Acadie-Bathurst         | 4                | 4                |                  |                  |  |  |                        |                        |                        |                        |  |  |                |                |                |                |
|  |                         |                                 | 6                   | Tigres de Victoriaville    | 0 | 0                               |                  |                  |                  |                  |  |  |                        |                        |                        |                        |  |  |                |                |                |                |
|  | 7                       | Huskies de Rouyn-Noranda        | 6                   | Tigres de Victoriaville    | 0 | 0                               | 3                | 3                |                  |                  |  |  |                        |                        |                        |                        |  |  |                |                |                |                |
|  | 7                       | Huskies de Rouyn-Noranda        |                     |                            |   |                                 |                  | 3                |                  |                  |  |  |                        |                        |                        |                        |  |  |                |                |                |                |
|  | 10                      | Phœnix de Sherbrooke            | 4                   | 4                          |   |                                 |                  |                  |                  |                  |  |  |                        |                        |                        |                        |  |  |                |                |                |                |
|  | 10                      | Phœnix de Sherbrooke            | 4                   | 4                          | 5 | Voltigeurs de Drummondville     | 1                | 1                |                  |                  |  |  |                        |                        |                        |                        |  |  |                |                |                |                |
|  | du 24 mars au 3 avril   |                                 |                     |                            | 5 | Voltigeurs de Drummondville     | 1                | 1                |                  |                  |  |  |                        |                        |                        |                        |  |  |                |                |                |                |
|  |                         |                                 | 6                   | Tigres de Victoriaville    | 4 | 4                               |                  |                  |                  |                  |  |  |                        |                        |                        |                        |  |  |                |                |                |                |
|  | 8                       | Remparts de Québec              | 6                   | Tigres de Victoriaville    | 4 | 4                               | 3                | 3                |                  |                  |  |  |                        |                        |                        |                        |  |  |                |                |                |                |
|  | 8                       | Remparts de Québec              |                     |                            |   |                                 |                  | 3                |                  |                  |  |  |                        |                        |                        |                        |  |  |                |                |                |                |
|  | 9                       | Islanders de Charlottetown      | 4                   | 4                          |   |                                 |                  |                  |                  |                  |  |  |                        |                        |                        |                        |  |  |                |                |                |                |
|  | 9                       | Islanders de Charlottetown      | 4                   | 4                          |   |                                 |                  |                  |                  |                  |  |  |                        |                        |                        |                        |  |  |                |                |                |                |
|  |                         |                                 |                     |                            |   |                                 |                  |                  |                  |                  |  |  |                        |                        |                        |                        |  |  |                |                |                |                |

## Équipes d'étoiles
La ligue sélectionne trois équipes d'étoiles dont une pour les recrues.

### Première équipe
- Gardien de but : Samuel Harvey, Huskies de Rouyn-Noranda
- Défenseur : Olivier Galipeau, Titan d'Acadie-Bathurst
- Défenseur : Noah Dobson, Titan d'Acadie-Bathurst
- Ailier gauche : Alexis Lafrenière, Océanic de Rimouski
- Centre : Alex Barré-Boulet, Armada de Blainville-Boisbriand
- Ailier droit : Filip Zadina, Mooseheads d'Halifax

### Deuxième équipe
- Gardien de but : Colten Ellis, Océanic de Rimouski
- Défenseur : Nicolas Beaudin, Voltigeurs de Drummondville
- Défenseur : Charles-Édouard D'Astous, Océanic de Rimouski
- Ailier gauche : Maxime Comtois, Tigres de Victoriaville
- Centre : Vitali Abramov, Tigres de Victoriaville
- Ailier droit : Alexandre Alain, Armada de Blainville-Boisbriand

### Équipes des recrues
- Gardien de but : Colten Ellis, Océanic de Rimouski
- Défenseur : Justin Barron, Mooseheads d'Halifax
- Défenseur : Radim Šalda, Sea Dogs de Saint-Jean
- Ailier gauche : Alexis Lafrenière, Océanic de Rimouski
- Centre : Jakob Pelletier, Wildcats de Moncton
- Ailier droit : Filip Zadina, Mooseheads d'Halifax

## Trophées
Cinq récompenses collectives et dix-neuf individuelles sont décernées.

### Récompenses collectives
- Coupe du président (champions des séries éliminatoires) : Titan d'Acadie-Bathurst
- Trophée Jean-Rougeau (champions de la saison régulière) : Armada de Blainville-Boisbriand
- Trophée Robert-Lebel (meilleure moyenne de buts encaissés) : Océanic de Rimouski
- Trophée Luc-Robitaille (meilleure moyenne de buts marqués) : Voltigeurs de Drummondville
- Trophée Jean-Sawyer (meilleure direction marketing) : Mooseheads d'Halifax

### Récompenses individuelles
- Trophée Jean-Béliveau (meilleur pointeur : Alex Barré-Boulet, Armada de Blainville-Boisbriand
- Trophée Jacques-Plante (meilleure moyenne de buts encaissés) : Samuel Harvey, Huskies de Rouyn-Noranda
- Trophée Michel-Bergeron (recrue offensive de l'année) : Alexis Lafrenière, Océanic de Rimouski
- Trophée Frank-J.-Selke (joueur le plus gentilhomme) : Joël Teasdale, Armada de Blainville-Boisbriand
- Trophée Michel-Brière (meilleur joueur) : Alex Barré-Boulet, Armada de Blainville-Boisbriand
- Trophée Émile-Bouchard (défenseur de l'année) : Olivier Galipeau, Titan d'Acadie-Bathurst
- Trophée Guy-Lafleur (meilleur joueur des séries éliminatoires) : Jeffrey Truchon-Viel, Titan d'Acadie-Bathurst
- Trophée Michael-Bossy (meilleur espoir) : Filip Zadina, Mooseheads d'Halifax
- Trophée Raymond-Lagacé (recrue défensive de l'année) : Colten Ellis, Océanic de Rimouski
- Trophée Marcel-Robert (meilleur étudiant) : Alexandre Alain, Armada de Blainville-Boisbriand
- Trophée Paul-Dumont (personnalité de l'année) : Dominique Ducharme, Voltigeurs de Drummondville
- Trophée John-Horman (administrateur de l'année) : Éric Boucher, Océanic de Rimouski
- Recrue de l'année (meilleure recrue) : Alexis Lafrenière, Océanic de Rimouski
- Trophée Ron-Lapointe (meilleur entraîneur) : Joël Bouchard, Armada de Blainville-Boisbriand
- Joueur humanitaire de l'année (plus grande implication dans la communauté) :  Vincent Tremblay-Lapalme, Saguenéens de Chicoutimi
- Trophée Kevin-Lowe (meilleur défenseur défensif) : Tobie Paquette-Bisson, Armada de Blainville-Boisbriand
- Trophée Guy-Carbonneau (meilleur attaquant défensif) : Samuel Dove-McFalls, Océanic de Rimouski
- Trophée Maurice-Filion (directeur général de l'année) : Serge Beausoleil, Océanic de Rimouski
- Trophée Denis-Arsenault (conseiller pédagogique de l'année) : Johanne Leblanc, Océanic de Rimouski